# Татарщина (Полтавская область)
Татарщина (укр. Татарщина; до 2025 года — Леваневское) — село,
Бродщинский сельский совет,
Кобелякский район,
Полтавская область,
Украина.
Код КОАТУУ — 5321880402. Население по переписи 2001 года составляло 168 человек.

## Географическое положение
Село Леваневское находится в 1,5 км от сёл Павловка и Бродщина.
К селу примыкает большое болото с заросшими озёрами.